# Nebojša Kosović
Nebojša Kosović est un joueur professionnel international monténégrin évoluant au poste de milieu de terrain pour le club chinois de Meizhou Hakka.

## Palmarès
Újpest FC
- Vainqueur de la coupe de Hongrie en 2014.
- Vainqueur de la Supercoupe de Hongrie en 2014.

 Partizan Belgrade
- Champion de Serbie en 2017.
- Vainqueur de la Coupe de Serbie en 2017.

 Kaïrat Almaty
- Champion du Kazakhstan en 2020.